# 卡皮特爾縣 (薩爾塔省)

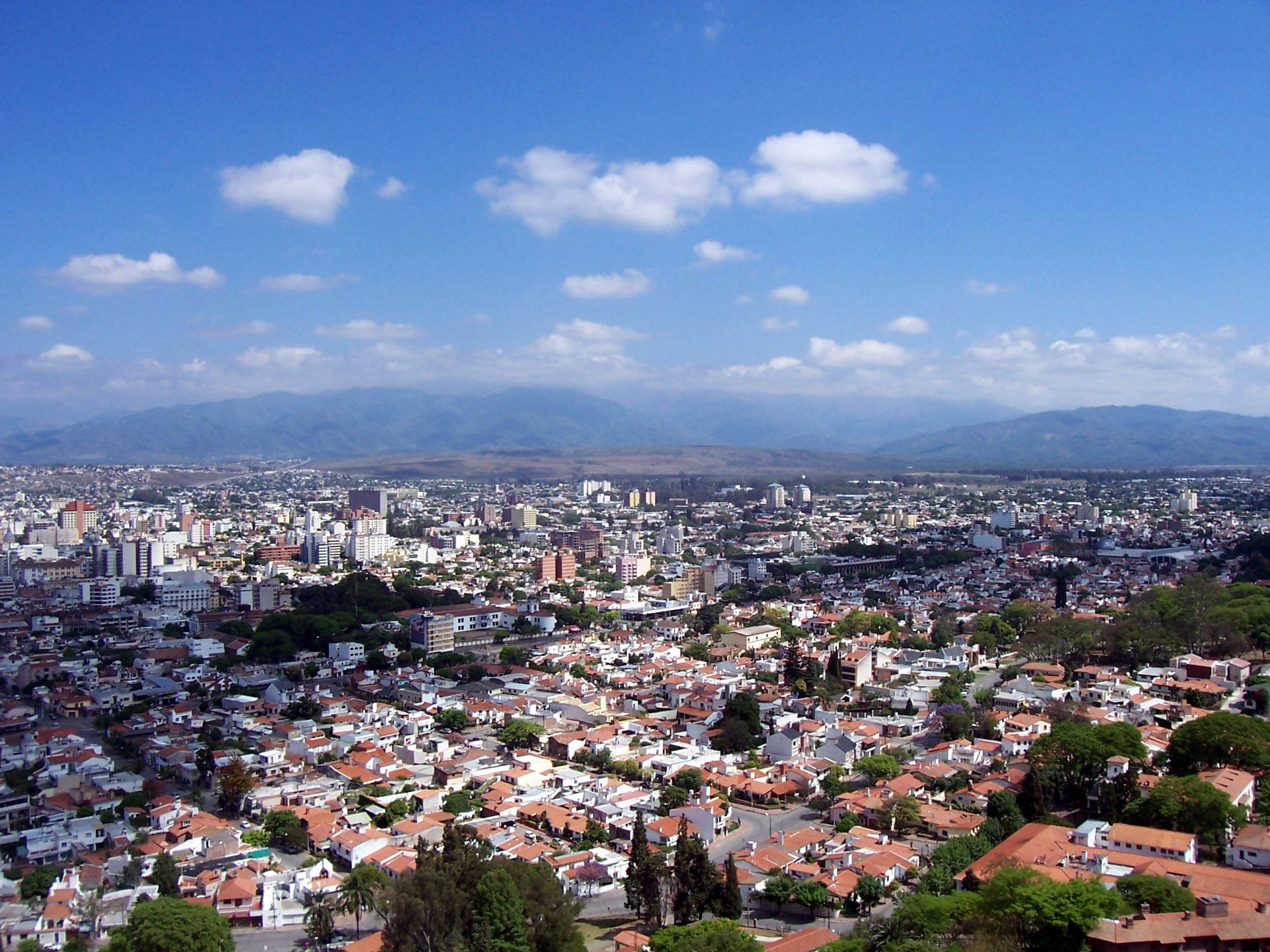

24°47′21″S 65°24′38″W / 24.78917°S 65.41056°W
卡皮特爾縣（西班牙語：Departamento de la Capital），是阿根廷的縣份，位於該國西北部薩爾塔省，首府設於薩爾塔，面積1,722平方公里，海拔高度1,200至1,300米，2010年人口535,303，人口密度每平方公里310人。